# Joseph de Villèle

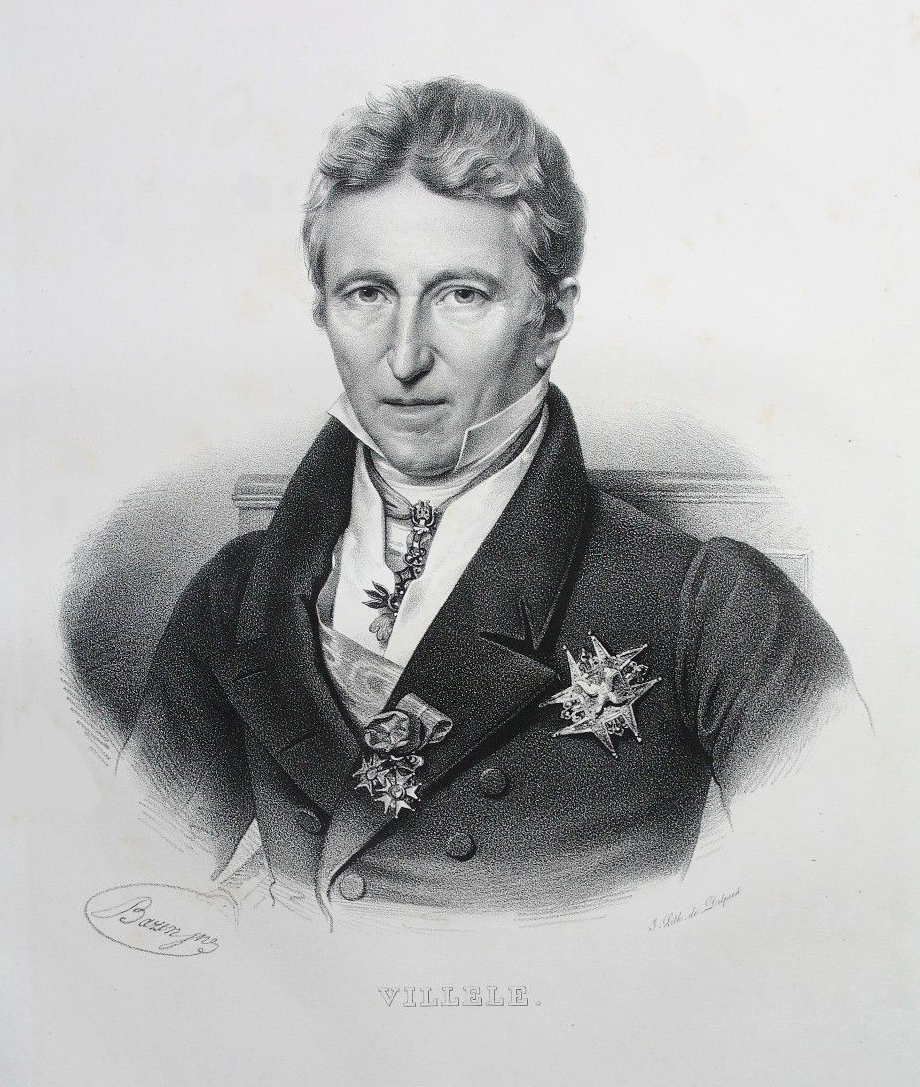
Joseph de Villèle.

Jean-Baptiste Guillaume Marie Anne Séraphin Joseph de Villèle, född den 14 april 1773 i Toulouse, död där den 13 mars 1854, var en fransk greve och statsman. 
de Villèle begav sig 1791 till Västindien, där han genom kloka spekulationer förvärvade en betydande förmögenhet. Han återvände 1803 till Frankrike, slöt sig 1814 med närmast fanatisk iver till bourbonerna samt valdes 1815, efter "hundra dagarnas" slut, till mär i sin födelsestad och ledamot av deputeradekammaren, där han blev en av de främsta ledarna för ultrarojalisterna. Efter mordet på hertigen av Berry och det moderata kabinettet Decazes fall blev de Villèle i december 1820 minister i kabinettet Richelieu, i december 1821 finansminister och hösten 1822 tillika konseljpresident. 
Ernst Wallis skriver i Nordisk Familjebok: "Kallblodig, praktisk och van vid att sköta affärer, var V. en mycket skicklig finansminister, som lyckades bringa ordning i Frankrikes finanser. Men som konseljpresident undergrävde han bourbonernas tron genom en mängd reaktionära åtgärder, det orättvisa kriget mot Spanien, utbetalandet af en milliard till emigranterna, inskränkningar i tryckfriheten, lumpna tryckfrihetsåtal, förföljelser mot sådana författare som Béranger, Guizot, Villemain och Armand Carrel, afskaffandet af nationalgardet och icke minst genom olagligheter vid valen till deputeradekammaren." Slutligen blev det allmänna missnöjet så häftigt, att de Villèle måste avgå, i januari 1828. Därmed var hans politiska bana för alltid slut.